# Mariquita (Choreografin)

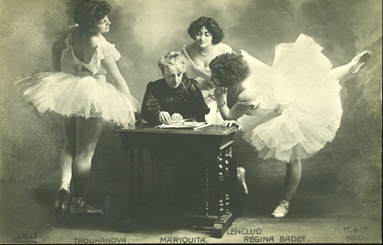
Mariquita beim Erfinden einer Choreografie, umgeben von Tänzerinnen

Mariquita, auch bekannt als Mariquita Tanzi, Mlle Mariquita und Madame Mariquita (eigtl. Thérèse Gamaléry, Marie Gamaléra oder Marie Gamalein (?); * ca. 1838–40 in oder bei Algier (?); † 5. Oktober 1922 in Paris), war eine einst berühmte französische Tänzerin und erfolgreiche Choreografin.

## Leben

### Anfänge
Ihr Geburtsdatum ist nicht bekannt und auch ihre Herkunft und selbst ihr eigentlicher Name bleiben bis heute bis zu einem gewissen Grade mysteriös.
Wahrscheinlich wurde sie zwischen 1838 und 1842 in Algerien in der Nähe von Algier geboren, wo sie als Baby in der Nähe eines Brunnens in Aumale von einer Tänzerin gefunden worden sein soll; diese ihre Adoptivmutter habe ihr das Tanzen beigebracht. So sei sie bereits als kleines Kind in den Cafés von Algier aufgetreten, wahrscheinlich an der Seite ihrer Adoptivmutter, die jedoch schon bald verstarb.
Kurze Zeit später sei sie von einem Impresario, der ihr Talent erkannte, nach Paris gebracht worden, wo sie um 1845 ihr Debüt unter dem Bühnennamen „Fanny“ im Funambules in einer Rolle als Zwergin hatte; zu dieser Zeit soll sie etwa sieben bis acht Jahre alt gewesen sein. Sie soll als Kinderdarstellerin und Tänzerin ziemlich erfolgreich gewesen sein und trat auch in anderen Produktionen auf.
Über ihre weitere tänzerische Ausbildung ist kaum etwas bekannt, aber sie soll eine Schülerin von Antoine Paul gen. „l’aërien“ (1798–1871) gewesen sein.

### Karriere als Tänzerin
1855 wurde sie von Jacques Offenbach bei einem Café-Concert im Palais Royal entdeckt und er heuerte sie für seine Bouffes-Parisiens an, wo sie laut Ivor Guest im Juni 1856 in der Uraufführung des Ballet-Divertissements Les Bergers de Watteau tanzte; es war anscheinend das erste Mal, dass sie unter dem Namen Mariquita auftrat.

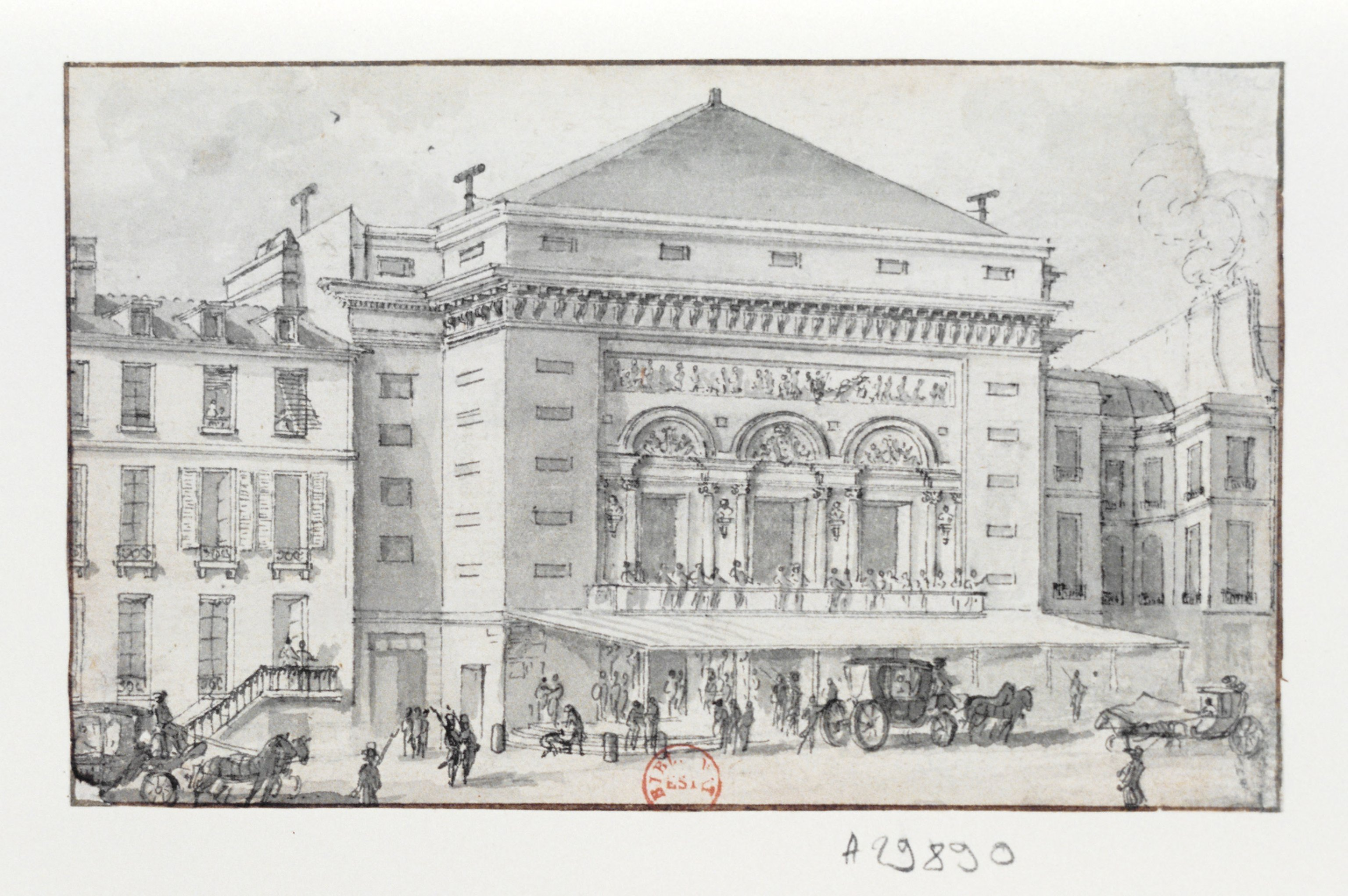
Das Théâtre de la Porte Saint-Martin, um 1860–1871

Im April 1857 bewarb sie sich unter dem Namen Mariquita Tanzi als Tänzerin an der Opéra de Paris und war tatsächlich im Januar und Februar 1858 dort angestellt; dabei wurde sie als „sujet“ eingestuft und bekam zunächst eine Gage von 1000 Francs im Jahr, ab Februar dann 1200. Einige Quellen behaupteten später, sie habe sich an der Opéra eingeengt gefühlt und sei auf eigenen Wunsch gegangen, obwohl sie wegen dieses Vertragsbruchs eine Strafe von 4000 Francs zu zahlen hatte.
In der Folge soll sie für einige Zeit als première danseuse nach Madrid gegangen sein, kehrte aber um 1860 wieder nach Paris zurück, wo sie sich in den folgenden Jahren auf verschiedenen Bühnen einen gewissen Ruhm vor allem in Charaktertänzen, aber auch als Ballerina erwarb.
Sie tanzte über 15 Jahre lang im Théâtre de la Porte Saint-Martin in den sogenannten „féeries“ von Marc Fournier, unter anderem 1864 in dem Divertissement „Fleurs et papillons“ in La nonne sanglante. Im Porte-Saint-Martin hatte sie außerdem Rollen in Erfolgsstücken wie Biche au bois („Das Reh im Walde“), Le Pied du mouton („Der Ziegenfuß“), La Fée aux chèvres („Die Ziegen-Fee“) und La Tour du monde en 80 jours („In 80 Tagen um die Welt“, nach Jules Verne). Privat wurde sie zu dieser Zeit die Geliebte von Marc Fournier, bis zu seinem Tode im Jahr 1879. Einige Quellen behaupten, sie sei seine Frau gewesen, aber sie waren nie legal verheiratet.
Daneben hatte sie in den 1870er Jahren auch Engagements an anderen Pariser Bühnen, wie dem Théâtre des Variétés und dem Folies Bergère. Im letzteren Theater tanzte sie zum ersten Mal 1871 als Star in dem Ballett La Mer et les cocottes („Das Meer und die Kokotten“). In dieser Zeit und für das Folies-Bergère schuf sie auch ihre ersten eigenen Choreografien in Zusammenarbeit mit dem Dirigenten und Komponisten Olivier Métra, und zwar für die Divertissements Les Fausses almées („Die falschen Almosen“), Les papillons noirs („Die schwarzen Schmetterlinge“), Les Joujoux („Die Spielzeuge“) und Les Faunes („Die Faune“).

### Ruhm als Choreografin
Ab etwa 1880 arbeitete sie fast nur noch als Choreografin und Tanzlehrerin. Etwa um dieselbe Zeit begann sie sich „Madame Mariquita“ zu nennen. Sie war eine der erfolgreichsten und berühmtesten Choreografinnen ihrer Zeit und die Theater von Paris und Etablissements der leichten und manchmal frivolen Muse rissen sich geradezu um ihre fantasievollen, sprühenden und unkonventionellen Kreationen. Insgesamt schuf sie etwa 200 Ballette.

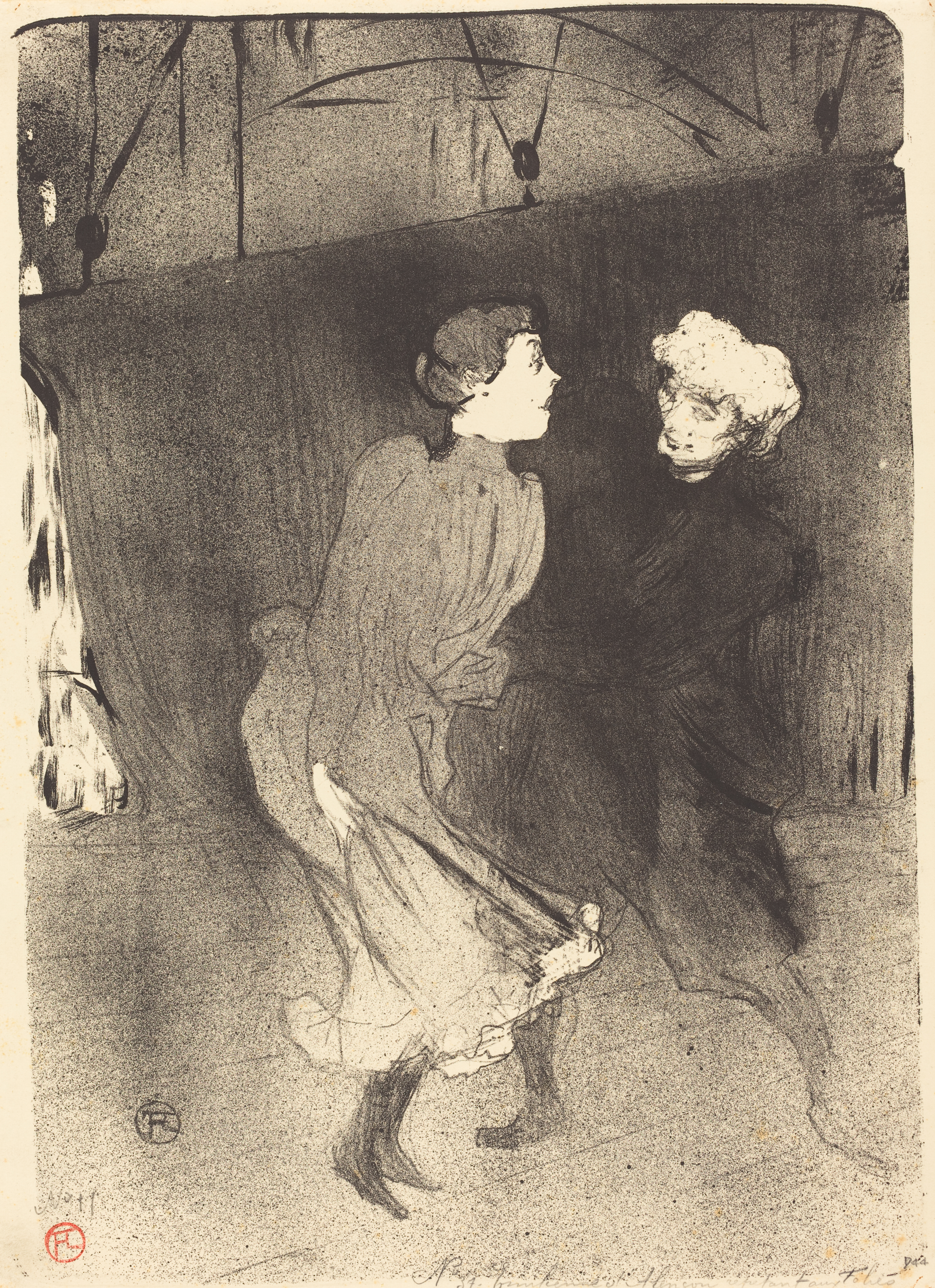
Henri de Toulouse-Lautrec: Generalprobe im Folies-Bergère – Emilienne d’Alençon und Mariquita, 1893

Mehr als 20 Jahre lang arbeitete sie für das Théâtre de la Gaîté-Lyrique, wo ihr ein Corps von 200 Tänzern zur Verfügung stand. Sie schuf außerdem Ballette und Tanzeinlagen für das Théâtre du Châtelet und ersann sogar Choreografien für Eiskunstlauf.
1890 bot ihr der Direktor des Folies-Bergère, Edouard Marchand, einen Vertrag als Ballettmeisterin an, als Nachfolgerin von Henri Justamant. Sie prägte entscheidend die Blütezeit dieses Etablissements und schuf zwischen 1890 und 1904 alle 45 Ballette, die dort aufgeführt wurden; auch danach, in den Jahren bis 1913, brachte sie weiterhin jedes Jahr neue Ballett-Pantomimen im Folies-Bergère auf die Bühne.
Gleichzeitig und darüber hinaus war sie von 1898 bis 1918 die Ballettmeisterin der Opéra-Comique, wo sie sowohl Choreografien für Balletteinlagen zu Opern erfand als auch eigenständige Ballett-Pantomimen kreierte. Diese Zeit gilt als Höhepunkt ihrer Karriere, da sie hier mit einigen bedeutenden Komponisten zusammenarbeitete. An der Opéra-Comique aufgeführte Ballette, zu denen sie die Choreografien erfand und deren Musik noch erhalten ist, sind Le Cygne von Charles Lecocq (1899), Javotte von Camille Saint-Saëns (1899), Phoébé von André Gedalge (1900), Une aventure de la Guimard von André Messager (1900), Cigale von Jules Massenet (1904), La danseuse de Pompéi von Jean-Charles Nouguès (1912), Djali von Ménier (1913), La Péri von Paul Dukas (1914) und Elvya von Eugène Picheran (1917).
Im Jahr 1900 war Mariquita die offizielle Choreografin der Pariser Weltausstellung und brachte im dortigen Palais de la Danse Tänze verschiedener Stilrichtungen auf die Bühne, wie Ballett, Charaktertänze sowie Tänze aus dem 18. Jahrhundert.
Neben all diesen Verpflichtungen arbeitete sie gelegentlich auch noch für kleinere Theater und Theater in der Provinz. Selbst das berühmte Londoner Alhambra-Theater versuchte 1903 und 1911 Mariquita zu engagieren, aber beide Male war sie für den jeweils vorgesehenen Zeitraum wegen ihrer Pariser Tätigkeiten verhindert.
Obwohl es aus der heutigen Perspektive schwierig ist, ihr choreografisches Werk einzuschätzen, fällt auf, dass sie eine große Spannbreite von Ballett- und Tanzarten pflegte. Zeitgenössische Kritiken sprechen etwas verschwommen davon, dass sie sehr viel Fantasie im Erfinden neuer Gesten und Tänze besaß, mit dem Ziel dem Tanz eine besondere „Wahrheit“ des Ausdrucks zu verleihen, dass sie dabei Alt und Neu mischte und je nach Thema auch (Pseudo-)griechisch-antike Elemente verwendet habe. Sie soll eine Abneigung gegen eine allzu akademische und akrobatische Form des Balletts gehabt haben, die sie verstaubt und überholt fand, und soll sich damit in der Ballettwelt auch Feinde gemacht haben.
Nach einer langen und außerordentlich erfolgreichen Karriere starb Mariquita am 5. Oktober 1922. Glaubt man einem Nachruf des New York Herald, so verbrachte sie ihre letzten Lebensjahre beinahe in Armut.